# Sant Nazari de la Garriga
Sant Nazari de la Garriga és una església romànica d'Oristà (Lluçanès) protegida com a bé cultural d'interès local.

## Descripció
La capella de Sant Nazari està situada dins l'antic terme del castell d'Oristà, en un lloc de difícil accés anomenat La Garriga. La capella és d'una sola nau amb absis semicircular. L'interior de l'església és més baix que el terreny exterior, per la qual cosa cal baixar tres graons. Les parets són de carreus regulars, més ben tallats a la part baixa que a la superior. Coberta de volta apuntada a la nau i de quart d'esfera a l'absis. A la façana de ponent hi ha l'accés per una porta adovellada, una finestra en forma de creu i està coronada per un esvelt campanar d'espadanya de dos ulls.
Situades davant la capella de Sant Nazari, encara es conserven les restes de diverses edificacions que corresponien a la cel·la de l'ermità de la capella i d'un molí d'oli per a ús d'aquesta. Les restes conservades corresponen a la part inferior dels murs, fets amb pedres tallades regularment lligades amb morter.
Del molí es conserven dues moles, una situada davant l'església i l'altre fent de cantonera a la banqueta que recorre l'exterior de la capella.

## Història
L'església apareix documentada el 1284 quan el rector d'Oristà Berenguer de Vilarnau feu un acord amb Ramona de ciutat, deodonada de Sant Nazari de la Garriga de la parròquia d'Oristà, i amb tots els seus successors, deodonants de l'esmentada església de Sant Nazari, amb motiu d'unes compres que Ramona havia fet per la capella.
L'any 1686 el bisbe Antoni Pasqual constatà que no tenia ni fonts baptismals, ni sagrari ni fossar, era vinculada a la parròquia de Sant Andreu d'Oristà i sols s'hi deia missa cada quinze dies. El bisbe tornà a visitar-la el 1692 i manà emblanquinar-la interiorment.
El 1746 s'hi deia missa tots els dies de festa i mantingué el culte fins al 1936.
Actualment s'hi diu missa una vegada l'any.